# Causse-Bégon
Causse-Bégon ist eine französische Gemeinde mit 25 Einwohnern (Stand 1. Januar 2022) im Département Gard in der Region Okzitanien.

## Geografie
Die Gemeinde Causse-Bégon liegt im Gebirge der Cevennen und befindet sich im äußersten Osten des Départements Gard, welches am Rand des Gemeindegebiets an das benachbarte Département Aveyron grenzt. Die Entfernung zur Regionalhauptstadt Montpellier beträgt 67 Kilometer in südöstliche Richtung und die nächstgelegenen Kleinstädte sind Millau sowie Le Vigan. Am nördlichen Rand wird die von Wald- und Gebirgslandschaft geprägte Kommune vom Trèvezel durchflossen, überdies verläuft mit dem Ruisseau de Saint-Gleys ein kleiner Bach in ihrem Gebiet. Neben dem Kernort umfasst sie die jeweils nur noch aus wenigen Gebäuden bestehenden Siedlungen La Baumelle und Les Ubertariès, welche jeweils über eine kleine Straße mit der Hauptsiedlung verbunden sind.
Die Nachbargemeinden von Causse-Bégon sind Trèves im Norden und Osten, Saint-Jean-du-Bruel im Süden sowie Nant im Westen. Die beiden letztgenannten Kommunen zählen zum benachbarten Département Aveyron.

### Infrastruktur
Über die D295 bestehen von Causse-Bégon aus Anbindungen zu mehreren weiteren Straßen, welche ihrerseits die Anbindungen zu benachbarten Dörfern herstellen. Über Saint-Jean-du-Bruel bestehen Verbindungen zu den Städten Le Vigan und Millau, allerdings handelt es sich hierbei um deutliche Umwege im Vergleich zur Luftlinie, da direkte Verbindungen von Causse-Bégon aus nicht existieren.

## Geschichte und Kultur
Bis ins späte 17. Jahrhundert gehörte die heutige Gemeinde zum benachbarten Trèves, ehe sie gemeinsam mit ihren Ortsteilen La Baumelle und Les Ubertariès ihre Selbstständigkeit erlangte. Bis zur französischen Revolution zählte sie zur Viguerie von Le Vigan und Meyrueis und unterstand in kirchlicher Hinsicht dem Erzpriester von Meyrueis. Wirtschaftlich war sie stets von der Landwirtschaft geprägt, wobei die Schafzucht im Vordergrund stand und bis heute erhalten geblieben ist. Sie bilden eine Grundlage zur Herstellung des Käses Roquefort, welcher in der Region beheimatet ist. Zusätzlich ist Wandern in der Gegend eine beliebte Aktivität. Zu den Sehenswürdigkeiten Causse-Bégons zählen in diesem Kontext die beiden Felsformationen Tombeau du géant und Œil de bœuf.

## Bevölkerungsentwicklung
| Jahr      | 1962 | 1968 | 1975 | 1982 | 1990 | 1999 | 2006 | 2017 |
| --------- | ---- | ---- | ---- | ---- | ---- | ---- | ---- | ---- |
| Einwohner | 42   | 34   | 32   | 32   | 23   | 23   | 20   | 20   |

Im Jahr 1793 wurde Causse-Bégon noch von 67 Menschen bewohnt. Diese Zahl wuchs im frühen 19. Jahrhundert deutlich an und erreichte bei 117 Einwohnern, welche 1831 erfasst wurden, ihren historischen Höchstwert. Zu Beginn des nachfolgenden Jahrhunderts lebten dagegen nur noch rund 50 Menschen in der Gemeinde und nach dem Zweiten Weltkrieg sank die Bevölkerung sogar auf 20 Bewohner hinab. Nachdem es zu einer zeitweisen Erholung gekommen war, fiel die Bewohnerzahl zu Beginn des 21. Jahrhunderts nochmals deutlich und wurde für das Jahr 2012 mit neun Einwohnern angegeben. Somit ist Causse-Bégon die bevölkerungsärmste Kommune des Départements Gard, wenngleich sie nach Angaben des Bürgermeisters zu Beginn des Jahres 2015 faktisch über 16 dauerhafte Bewohner verfügte.